# 鴨川清作
鴨川 清作（かもがわ せいさく、1925年1月23日 - 1976年8月11日）は、日本の演出家である。元宝塚歌劇団理事。
宝塚歌劇団の演出家として活躍し、主にショーの作・演出を手がけた。代表作に『シャンゴ』、『ノバ・ボサ・ノバ』、『ラ・ラ・ファンタシーク』などがある。

## 略歴
大阪音楽大学卒業後、1954年に宝塚歌劇団に入団。1976年8月、自身が手がけた作品である『ノバ・ボサ・ノバ』の再々演初日の前日、脳梗塞のため死去。
2014年、『宝塚歌劇の殿堂』最初の100人のひとりとして八千草薫等と共に殿堂表彰。

## 作品

### 大劇場
- 『夏と祭り』（1957年・星組）構成・演出
- 『阿波踊り〈わらべ唄風土記〉』（1960年・花組）演出
- 『鹿鳴館事件』（1960年・星組）
- 『ブンガムラティ』（1961年・雪組）
- 『黒い太陽』（1961年・星組）
- 『踊珠曼荼羅』（1962年・月組）
- 『あなたは追われている』（1962年・星・雪組）
- 『一人ぼっちのハネムーン』（1963年・月組）
- 『いろはにほへと』[5]（1963年・花組）
- 『レビュー・オブ・レビューズ』（1964年・専科・花組・雪組合同、専科・星組・月組合同、続演）演出
- 『アンコール・ワット』（1964年・雪組）
- 『シャングリラ』（1964年・星組）演出
- 『エスカイヤ・ガールス』（1965年・花組、星組、続演）
- 『リュシエンヌの鏡』（1965年・星組）演出
- 『ゴールデン・シャドウ』（1965年・雪組）
- 『夜霧の城の恋の物語』（1966年・星組）演出
- 『ラブ・ラブ・ラブ』（1966年・雪組）
- 『龍風夢』（1967年・花組）
- 『花のオランダ坂』（1967年・星組、1974年・月組）演出
- 『シャンゴ』（1967年・星組、1968年・雪組）
- 『マイ・アイドル』（1968年・花組）
- 『ハムレット』（1969年・雪組）脚本・演出
- 『アリア・イン・ジャズ』（1969年・月組）
- 『ハロー!タカラヅカ』（1970年・雪組特別、月組特別、星組、続演）
- 『ドリーム・ア・ドリーム』（1970年・花組）
- 『シンガーズ・シンガー』（1971年・雪組）
- 『ノバ・ボサ・ノバ』（1971年・星組、1972年・雪組）
- 『愛のコンチェルト』（1972年・星組）
- 『ザ・フラワー』（1972年・雪組、花組、続演）
- 『ポップ・ニュース』（1972年・花組）
- 『ラ・ラ・ファンタシーク』（1973年・星組、花組、続演）
- 『霧深きエルベのほとり』（1973年・月組）演出
- 『ファニー・フィーリング』（1973年・月組）
- 『ラブ・ラバー』（1973年・雪組）
- 『インスピレーション』（1974年・雪組、月組、続演）
- 『ブリガドーン』（1974年・星組）翻訳・演出
- 『ザ・スター』（1975年・雪組）
- 『マイ・ハイ・スイング』（1975年・星組）